# Reconstitution de la geste du 25 juillet

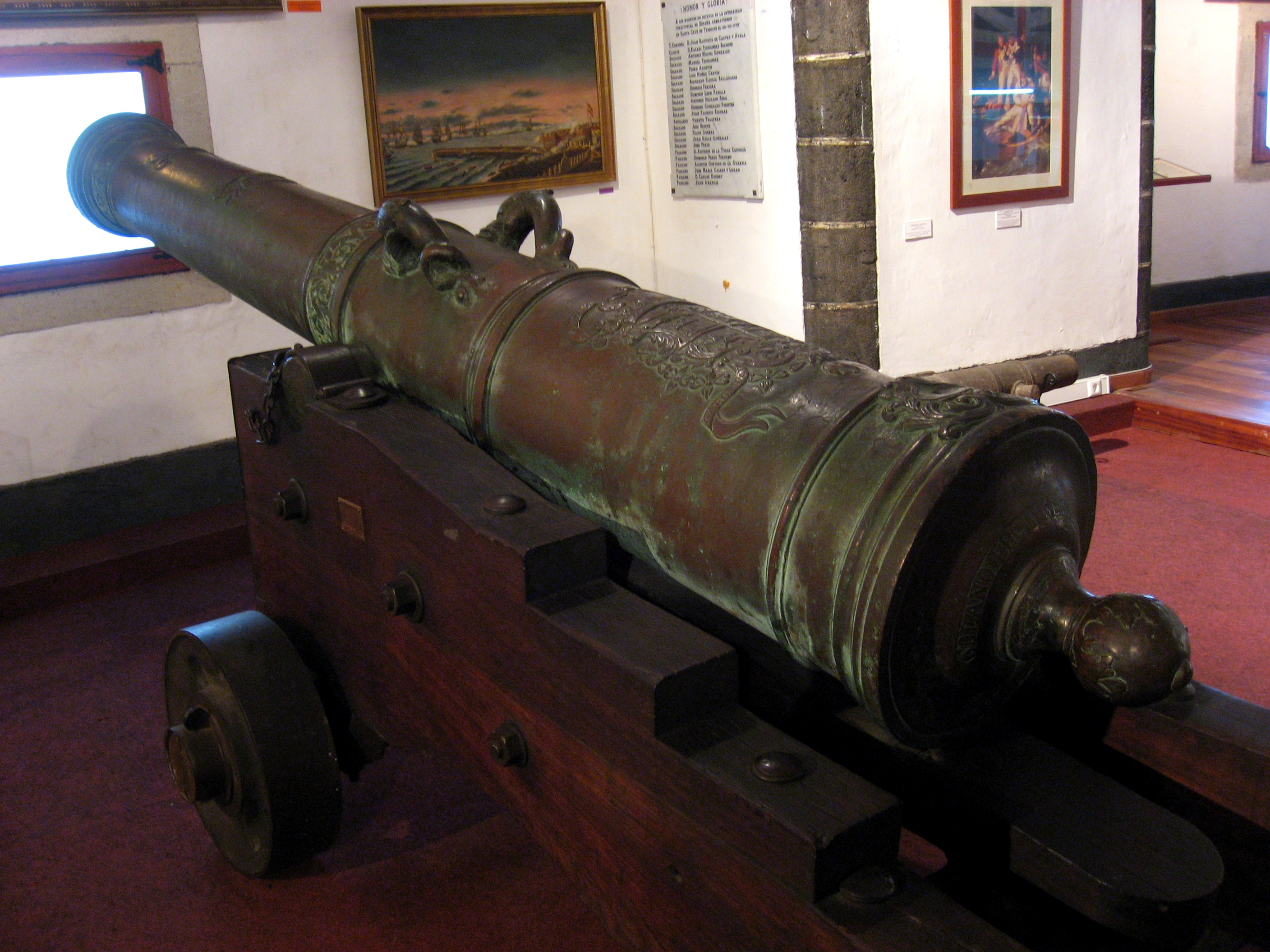
Tiger Cannon, le canyon arracha le bras à Nelson.

La reconstitution de la geste du 25 juillet (Recreación de la Gesta del 25 de julio) est une commémoration et reconstitution historique qui a lieu en juillet dans la ville de Santa Cruz de Tenerife (Iles Canaries, Espagne). Cet événement commémore la bataille de Santa Cruz de Tenerife en 1797, qui a été commandée par l'amiral Horatio Nelson.
La célébration de cette récréation a eu lieu la première fois en 2008 et est organisée par la ville de Santa Cruz de Tenerife et de l'Association culturelle historique Gesta 25 juillet 1797. L'événement a également le soutien du Gouvernement des Canaries, les municipalités de Santa Cruz de Tenerife et San Cristóbal de la Laguna, le Cabildo de Tenerife et l'Administration portuaire de Santa Cruz de Tenerife. En outre, avec la collaboration du Musée militaire régional des îles Canaries dont le siège est à Santa Cruz.